# Malthonica rilaensis
Malthonica rilaensis är en spindelart som först beskrevs av Christo Deltshev 1993.  Malthonica rilaensis ingår i släktet Malthonica och familjen trattspindlar.
Artens utbredningsområde är Bulgarien. Inga underarter finns listade i Catalogue of Life.